# Yves Thiran
Yves Thiran est le chef de la rédaction Info Nouveaux Médias à la RTBF.
Il a été le directeur de l'information de la RTBF et présentateur du journal télévisé.
Yves Thiran, a une formation d’économiste et d’informaticien. En plus de sa profession de  journaliste à la RTBF, il est maître de conférences invité à l'UCL et chargé de cours à l’ICHEC.
Il est l'auteur du livre sexe mensonge et internet : réseau et transparence. Son récit traite principalement de l'omniscience d'internet et de ses médias sur la connaissance générale mais surtout sur ses utilisateurs. Yves Thiran y compare la Société de l'information à "une grande maison de verre où la logique binaire du vrai/faux aurait définitivement raison des ambiguïtés humaines"